# Pink (Oklahoma)
Pink es un pueblo ubicado en el condado de Pottawatomie en el estado estadounidense de Oklahoma. En el año 2010 tenía una población de 	2058 habitantes y una densidad poblacional de 	30,63 personas por km².

## Geografía
Pink se encuentra ubicado en las coordenadas 35°13′56″N 97°6′25″O / 35.23222, -97.10694 (35.232145, -97.107072).

## Demografía
Según la Oficina del Censo en 2000 los ingresos medios por hogar en la localidad eran de $35 195 y los ingresos medios por familia eran $37 857. Los hombres tenían unos ingresos medios de $29 306 frente a los $20 952 para las mujeres. La renta per cápita para la localidad era de $16 925. Alrededor del 11,0% de la población estaban por debajo del umbral de pobreza.